# Käthe Manasse
Käthe Emilie Manasse, geb. Loewy (* 7. Dezember 1905 in Berlin; † 2. Juli 1994 in Hamburg), war eine deutsche Richterin.

## Leben und Wirken
Käthe Loewy war eine Tochter des Kaufmanns Markus Loewy und der Minna Loewy. Sie hatte vier Geschwister. In ihrer Geburtsstadt Berlin besuchte sie die städtische Studienanstalt und ein modernes Mädchengymnasium. Nach dem Abitur 1924 studierte sie kurzzeitig Nationalökonomie, wechselte jedoch bald zu den Rechtswissenschaften. Das Studium an Universitäten in Berlin, Bonn und Freiburg beendete sie 1930 mit der Promotion an der Universität Bonn. 1932 legte sie das Examen als Assessorin ab. Im selben Jahr erhielt sie eine Stelle als Gerichtsassessorin/Richterin am Amtsgericht Schöneberg, wo Frauen erst seit 1922 in diesem Beruf arbeiten durften.
Aufgrund ihrer jüdischen Herkunft entließen die Nationalsozialisten Manasse 1933 basierend auf dem Gesetz zur Wiederherstellung des Berufsbeamtentums. Sie arbeitete danach drei Monate als Rechtsanwältin, verlor dann ihre Zulassung. 1938 floh sie zu ihren Geschwistern nach Haifa. Hier leitete sie mehrere Jahre die deutsche Einwanderer-Gesellschaft Histadrut Oleij Germania.
1949 zog Käthe Manasse mit dem Rechtsanwalt Fritz Manasse, den sie seit Jugendjahren kannte und während des Aufenthalts in Israel 1938 geheiratet hatte, nach Hamburg. Hier arbeitete sie als wissenschaftliche Mitarbeiterin am Amt für Wiedergutmachung. 1952 erhielt sie eine Stelle als Landgerichtsrätin am Hamburger Landesgericht. 1962 wurde sie zur Landesgerichtsdirektorin befördert. Sie saß der dortigen Zivilkammer ZK 25 bis zur Pensionierung 1973 vor.
Manasse engagierte sich in Hamburg in der dortigen Jüdischen Gemeinde. 1953 trat sie dem Gemeindevorstand bei und fungierte von 1976 bis 1989 als Vorsitzende. Außerdem beteiligte sie sich an der Arbeit der Hilfsorganisation Magen David Adom. Hier übernahm sie den Vorsitz des Frauenhilfswerks. Bis an ihr Lebensende war sie die jüdische Co-Vorsitzende der Hamburger Gesellschaft für Christlich-Jüdische Zusammenarbeit.

## Schriften
- Die Vermutung. Bonn; Köln: Röhrscheid 1931 (Bonner rechtswissenschaftliche Abhandlungen 16), zugl. Diss. Bonn 1930